# Синпаул (Клуж)
Синпаул (рум. Sânpaul) — село у повіті Клуж в Румунії. Входить до складу комуни Синпаул.
Село розташоване на відстані 341 км на північний захід від Бухареста, 17 км на північний захід від Клуж-Напоки.

## Населення
За даними перепису населення 2002 року у селі проживали 825 осіб.
Національний склад населення села:
| Національність | Кількість осіб | Відсоток |
| -------------- | -------------- | -------- |
| румуни         | 588            | 71,3%    |
| цигани         | 237            | 28,7%    |

Рідною мовою назвали:
| Мова      | Кількість осіб | Відсоток |
| --------- | -------------- | -------- |
| румунська | 591            | 71,6%    |
| циганська | 234            | 28,4%    |